# Chlamydopsis nullarbor
Chlamydopsis nullarbor är en skalbaggsart som beskrevs av Michael S. Caterino 2003. Chlamydopsis nullarbor ingår i släktet Chlamydopsis och familjen stumpbaggar. Inga underarter finns listade i Catalogue of Life.